# Мороз Артем Віталійович
Мороз Артем Віталійович (28 березня 1984, Дніпродзержинськ) — український академічний веслувальник, учасник Олімпійських ігор, призер чемпіонату Європи, чемпіон України, майстер спорту України міжнародного класу.
Закінчив Львівський державний університет фізичної культури.

## Спортивні досягнення
Артем Мороз народився в Дніпродзержинську і розпочав займатися академічним веслуванням в місцевому клубі «Дзержинка».
Тренер - Анатолій Цоцко.
Дебютував на міжнародних змаганнях на молодіжному чемпіонаті світу 2002, де в складі вісімки зі стерновим зайняв сьоме місце.
- 2004 — V місце на молодіжному чемпіонаті світу U-23 в вісімках зі стерновим;
- 2007 — IV місце на чемпіонаті Європи в вісімках зі стерновим;
- 2008 — VI місце на чемпіонаті Європи в четвірках розпашних без стернового;
- 2009 — VIII місце на чемпіонаті світу в четвірках розпашних без стернового, IV місце на чемпіонаті Європи в четвірках розпашних без стернового;
- 2010 — XII місце на етапі Кубку світу в двійках парних;
- 2011 — VIII і VII місця на етапах Кубку світу, III місце на чемпіонаті Європи в вісімках зі стерновим;
- 2012 — V місце, V місце у втішному фіналі і IV місце на етапах Кубку світу, IV місце на чемпіонаті Європи в вісімках зі стерновим.

На Олімпіаді 2012 в складі вісімки зі стерновим Артем Мороз зайняв восьме (останнє) місце.
- 2014 — VIII місце на чемпіонаті Європи в вісімках зі стерновим, XII місце на чемпіонаті світу в четвірках розпашних без стернового;
- 2015 — VII місце на чемпіонаті Європи в вісімках зі стерновим, XIX місце на чемпіонаті світу в четвірках розпашних без стернового;
- 2016 — VIII місце на чемпіонаті Європи в вісімках зі стерновим, X місце на чемпіонаті світу в двійках розпашних зі стерновим;
- 2017 — VII місце на чемпіонаті Європи, IX місце на чемпіонаті світу в вісімках зі стерновим;
- 2018 — XVII місце на етапі Кубку світу в двійках розпашних без стернового;
- 2019 — IV місце на чемпіонаті Європи, XVIII місце на чемпіонаті світу в четвірках розпашних без стернового.